# Range Rover
Range Rover är en SUV som tillverkats av den biltillverkaren Land Rover sedan 1970.

## Range Rover Mk I
Redan på 1950-talet hade Rover planer för och byggde även prototyper till en mer personbilslik och komfortabel variant på sin rustika terrängbil Land Rover. Det dröjde fram till 1966 innan utvecklingsarbetet för Range Rover startade, inspirerad av framgångarna för amerikanska terrängbilar som Ford Bronco och Jeep Wagoneer. Range Rover introducerades sommaren 1970. Likt Land Rovern hade den nya modellen stela axlar, separat ram och yttre karossplåtar av aluminium, förutom motorhuven och den tvådelade bakluckans nedre del. Range Rover fick dock skruvfjädrar och skivbromsar runt om samt permanent fyrhjulsdrift med hög- och lågväxel. Motorn var den V8 i aluminium som Rover köpt av Buick och just börjat använda i den stora P5:an. Även om bilen var både snabb och komfortabel på motorvägen med sin V8-motor och långa fjädringsväg kunde den också ta sig fram i lika oländig terräng som Land Rovern. Inredningen var enkel med galonklädsel och gummimattor på golvet för att kunna spolas ur med vattenslang efter terrängkörning. Rover hade tänkt sig godsherrar och andra jordägare som huvudsaklig kundgrupp men Range Rovern tilltalade även stadsbor och snart fick företaget skruva upp tillverkningstakten rejält då efterfrågan vida överskred tillgången.
Under det turbulenta 1970-talet vidareutvecklade British Leyland (BL) inte sin succémodell alls. Det öppnade för utomstående tillverkare, som schweiziska Monteverdi att ta fram egna versioner med fyra dörrar och mer lyxutrustning. Först 1981 tillkom Range Rovers egen fyrdörrarsvariant. 1982 introducerades automatlåda som tillval och året därpå fick den manuella växellådan en femte växel. BL började även slå mynt av Range Roverns potential som lyxbil med diverse specialversioner med bland annat läderklädsel och tjocka golvmattor. Mest långvarig blev Vouge-versionen som förblev Range Rover-seriens toppmodell under många år.
V8-motorn var kraftfull men drog även stora mängder bränsle och främst på exportmarknaderna efterfrågades en snålare dieselmotor. 1986 introducerades en turbodiesel inköpt från italienska VM Motori. Den efterträddes senare av Land Rovers egenutvecklade diesel med direktinsprutning. 
Den sista utvecklingen var LWB-versionen från 1992 med 20 cm längre hjulbas och luftfjädring. Den första generationen tillverkades under en tid parallellt med efterträdaren och de sista årsmodellerna såldes med tillnamnet Classic.
Varianter:
| Modell  | Årsmodell | Motor               | Cylindervolym | Effekt | Bränslesystem      | Anmärkning  |
| ------- | --------- | ------------------- | ------------- | ------ | ------------------ | ----------- |
|         | 1970-1986 | 8-cyl V-motor ohv   | 3528 cm³      | 135 hk | Dubbla förgasare   |             |
|         | 1986-1996 | 8-cyl V-motor ohv   | 3528 cm³      | 168 hk | Bränsleinsprutning | Katalysator |
| 3.9     | 1989-1996 | 8-cyl V-motor ohv   | 3947 cm³      | 182 hk | Bränsleinsprutning | Katalysator |
| Turbo D | 1986-1989 | 4-cyl radmotor SOHC | 2393 cm³      | 106 hk | Turbodiesel        |             |
| Turbo D | 1990-1996 | 4-cyl radmotor SOHC | 2500 cm³      | 121 hk | Turbodiesel        |             |

## Range Rover Mk II (P38A)
Efter ett kvarts sekel i produktion var det hög tid att presentera en ny generation Range Rover hösten 1994. SUV-trenden hade tagit fart ordentligt och många konkurrenter hade givit sig in på den lukrativa marknaden för lyxbilar med terrängkompetens. Den andra generationen byggde vidare på det långa LWB-chassit och luftfjädring var standardutrustning. Karossen behöll huvuddelen av första generationens karaktäristiska drag men lyckades ändå drastiskt minska företrädarens tegelstenslika luftmotstånd. Aluminiumåttan hade vidareutvecklats och förstorats och Land Rovers rustika dieselmotor ersattes av en mer personbilslik sexa från BMW. Även inredningen tog ett stort steg mot lyxbilsklass.
P38A-generationen utvecklades av Rover Group men när bilen introducerades hade företaget köpts upp av BMW.
Varianter:
| Modell | Årsmodell | Motor               | Cylindervolym | Effekt | Bränslesystem      |
| ------ | --------- | ------------------- | ------------- | ------ | ------------------ |
| 4.0    | 1996-2002 | 8-cyl V-motor ohv   | 3947 cm³      | 190 hk | Bränsleinsprutning |
| 4.6    | 1994-2002 | 8-cyl V-motor ohv   | 4554 cm³      | 225 hk | Bränsleinsprutning |
| DTi    | 1994-2002 | 6-cyl radmotor SOHC | 2497 cm³      | 136 hk | Turbodiesel        |

## Range Rover Mk III (L322)
Den tredje generationen Range Rover togs fram i nära samarbete med dåvarande ägaren BMW med avsikten att vara världens bästa fyrhjulsdrivna bil och delade inga komponenter med de äldre versionerna. L322-generationen hade självbärande kaross och individuell hjulupphängning runt om. Motorerna och elektroniken hämtades från BMW.
När bilen lanserades hösten 2001 hade BMW sålt Land Rover vidare till Ford Motor Company. BMW-motorerna ersattes successivt med motorer från likaledes Ford-ägda Jaguar.
Varianter:
| Modell   | Årsmodell | Motor               | Cylindervolym | Effekt | Bränslesystem                  |
| -------- | --------- | ------------------- | ------------- | ------ | ------------------------------ |
| V8       | 2002-2005 | 8-cyl V-motor DOHC  | 4398 cm³      | 286 hk | Bränsleinsprutning             |
| TD6      | 2002-2006 | 6-cyl radmotor DOHC | 2926 cm³      | 177 hk | Turbodiesel                    |
| V8       | 2006-2009 | 8-cyl V-motor DOHC  | 4394 cm³      | 306 hk | Bränsleinsprutning             |
| V8 Super | 2006-2009 | 8-cyl V-motor DOHC  | 4197 cm³      | 390 hk | Bränsleinsprutning, kompressor |
| TDV8     | 2006-2010 | 8-cyl V-motor DOHC  | 3628 cm³      | 272 hk | Turbodiesel                    |
| V8       | 2010-2012 | 8-cyl V-motor DOHC  | 5000 cm³      | 375 hk | Bränsleinsprutning             |
| V8 Super | 2010-2012 | 8-cyl V-motor DOHC  | 5000 cm³      | 510 hk | Bränsleinsprutning, kompressor |
| TDV8     | 2011-2012 | 8-cyl V-motor DOHC  | 4367 cm³      | 313 hk | Turbodiesel                    |

## Range Rover Mk IV (L405)
Den fjärde generationen Range Rover har utvecklats under den nya ägaren Tata Motors. Bilen har aluminiumkaross och tillsammans med andra viktbesparande åtgärder har man lyckats reducera vikten med mer än 400 kg jämfört med företrädaren. L405-generationen introducerades på bilsalongen i Paris 2012.
Varianter:
| Modell      | Årsmodell | Motor               | Cylindervolym | Effekt     | Bränslesystem                      |
| ----------- | --------- | ------------------- | ------------- | ---------- | ---------------------------------- |
| V8          | 2013      | 8-cyl V-motor DOHC  | 5000 cm³      | 380 hk     | Bränsleinsprutning                 |
| V8 Super    | 2013-21   | 8-cyl V-motor DOHC  | 5000 cm³      | 510-525 hk | Bränsleinsprutning, kompressor     |
| TDV6        | 2013-20   | 6-cyl V-motor DOHC  | 2993 cm³      | 260-275 hk | Turbodiesel                        |
| SDV8        | 2013-20   | 8-cyl V-motor DOHC  | 4367 cm³      | 344 hk     | Turbodiesel                        |
| SDV6 Hybrid | 2015-17   | 6-cyl V-motor DOHC  | 2993 cm³      | 340-354 hk | Turbodiesel + elmotor              |
| P400e       | 2018-21   | 4-cyl radmotor DOHC | 1997 cm³      | 404 hk     | Direktinsprutning, turbo + elmotor |
| P400        | 2020-21   | 6-cyl radmotor DOHC | 2996 cm³      | 400 hk     | Direktinsprutning, turbo           |
| D300        | 2021      | 6-cyl radmotor DOHC | 2996 cm³      | 300 hk     | Turbodiesel                        |
| D350        | 2021      | 6-cyl radmotor DOHC | 2996 cm³      | 350 hk     | Turbodiesel                        |

## Range Rover Mk V (L460)
Den femte generationen Range Rover introducerades i oktober 2021. De sexcylindriga motorerna är mildhybrider med 48 V-teknik som ska sänka bränsleförbrukningen. Därutöver finns två laddhybrider samt en V8 från BMW.
Varianter:
| Modell | Årsmodell | Motor               | Cylindervolym | Effekt | Bränslesystem                      |
| ------ | --------- | ------------------- | ------------- | ------ | ---------------------------------- |
| D250   | 2022-     | 6-cyl radmotor DOHC | 2996 cm³      | 249 hk | Turbodiesel                        |
| D300   | 2022-     | 6-cyl radmotor DOHC | 2996 cm³      | 300 hk | Turbodiesel                        |
| D350   | 2022-     | 6-cyl radmotor DOHC | 2996 cm³      | 350 hk | Turbodiesel                        |
| P360   | 2022-     | 6-cyl radmotor DOHC | 2996 cm³      | 360 hk | Direktinsprutning, turbo           |
| P400   | 2022-     | 6-cyl radmotor DOHC | 2996 cm³      | 400 hk | Direktinsprutning, turbo           |
| P440e  | 2022-     | 6-cyl radmotor DOHC | 2996 cm³      | 440 hk | Direktinsprutning, turbo + elmotor |
| P510e  | 2022-     | 6-cyl radmotor DOHC | 2996 cm³      | 510 hk | Direktinsprutning, turbo + elmotor |
| P530   | 2022-     | 8-cyl V-motor DOHC  | 4395 cm³      | 530 hk | Direktinsprutning, turbo           |